# ألكيتاس الثاني المقدوني
ألكيتاس الثاني المقدوني (باليونانية القديمة:Ἀλκέτας B' ὁ Μακεδὼν) كان ملك مملكة مقدونيا القديمة حكم من العام 454 قبل الميلاد إلى العام 448 قبل الميلاد. وهو ابن الملك المقدوني الإسكندر الأول وأخ بيرديكاس الثاني وفيليبوس، خلف أباه في حكم مقدونيا اشتهر بإدمانه على الكحول دام حكمه 6 سنوات مات مقتولا وهو ابنه الإسكندر على يد أرخيلاوس الأول، خلفه على عرش مقدونيا أخوه بيرديكاس الثاني.